# NGC 975
NGC 975 é uma galáxia espiral (S0-a) localizada na direcção da constelação de Cetus. Possui uma declinação de +09° 36' 07" e uma ascensão recta de 2 horas, 33 minutos e 22,7 segundos.
A galáxia NGC 975 foi descoberta em 9 de Novembro de 1884 por Lewis A. Swift.